# Симеон (Кружков)
Епи́скоп Симео́н (греч. Επίσκοπος Συμεών, в миру Семён Семёнович Кружков; 2 февраля 1929, Таллин — 21 сентября 1998, Тарту) — архиерей Эстонской апостольской православной церкви Константинопольского патриархата, епископ Авидский (1998), викарий Таллиннской митрополии.

## Биография
В 1948 году, будучи воспитанником Ленинградской духовной семинарии, вступил в церковный брак с Тамарой Александровной Тихомировой и 10 октября того же года был хиротонисан во диакона.
28 августа 1949 года в Ленинграде состоялось его рукоположение в сан пресвитера.

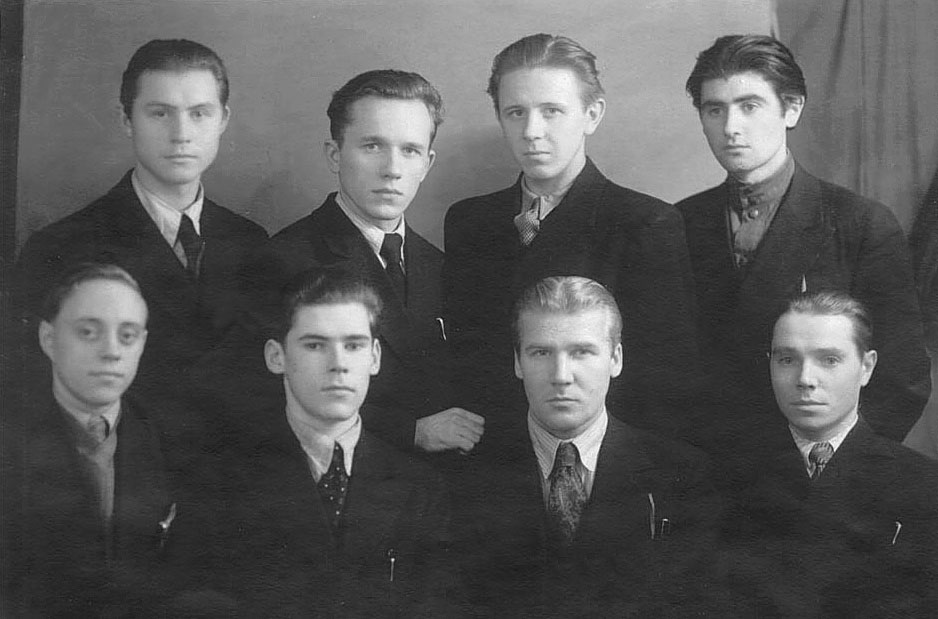
Семён Кружков в 3-й в верхнем ряду

Окончил Ленинградскую духовную академию, защитив в 1953 году кандидатскую диссертацию «Учение св. апостола Павла о душевном и духовном человеке».
С 1953 по 1961 годы служил священником в различных местах Советского Союза, а в 1961 году определился в Таллинскую епархию и был назначен настоятелем Успенской церкви в Тарту, сменив на этом посту своего однокурсника по семинарии и академии Алексия Ридигера. В 1977 году овдовел.
Митрополит Корнилий (Якобс) так характеризовал его: «Близкий друг патриарха Алексия, был с ним на „ты“. Мечтал об архиерействе. Когда мне патриарх предложил архиерейство, я ему сказал — есть же отец Симеон, но патриарх по ряду причин отказался принять его кандидатуру. Отец Симеон ушёл в раскол и получил там архиерейство, в Стамбуле».
В 1993 году стал одним из инициаторов раскола в Эстонской церкви, зарегистрировав имущество Успенского собора Тарту за ЭАПЦ, продолжая поминать при этом патриарха Московского. В феврале 1994 года был запрещён в служении митрополитом Корнилием за самочинные действия. После настоятельных просьб и уверения, что приход не перейдёт в юрисдикцию Константинополя, запрещение в служении было снято митрополитом Корнилием. Без отпускной грамоты, в Прощёное воскресенье 1996 года, объявил о переходе в ведение Константинопольского патриархата и 16 января 1996 года был вновь запрещён в служении священноначалием Русской церкви.
19 марта 1998 года Священным синодом Константинопольской православной церкви определён быть викарным епископом Эстонской православной церкви Константинопольского патриархата для помощи архиепископу Иоанну (Ринне) в управлении церковью. По этому поводу Отдел внешних церковных сношений Московского патриархата заявил: «такое решение не может не вызывать озабоченности, как принятое до окончательного урегулирования конфликта, о разрешении которого в своё время договорились Московский и Константинопольский патриархаты».
16 мая 1998 года в Георгиевском патриаршем соборе в Стамбуле состоялась его архиерейская хиротония в титулярного епископа Авидского, викарного епископа для Эстонской православной церкви Константинопольского патриархата. Хиротонию совершили: архиепископ Карельский Иоанн (Ринне), митрополиты Листрийский Каллиник (Александридис) и Филадельфийский Мелитон (Карас).
К тому времени был уже тяжело болен. Как вспоминает митрополит Корнилий, епископ Симеон «вернулся в Эстонию и вскоре умер, по-моему, даже не отслужив ни одной литургии!»
Скончался 21 сентября 1998 года от рака.